# Surowicza albumina wołowa
Surowicza albumina wołowa, albumina surowicy wołowej, surowicza albumina bydlęca, albumina surowicy bydlęcej, BSA (od ang. bovine serum albumin) – albumina pochodząca z surowicy, pozyskiwana na dużą skalę z krwi wołowej (także krowiej i podobnych).
Powszechnie używana w biochemii i biologii molekularnej jako białko neutralne, niereaktywne i niezaburzające większości przeprowadzanych reakcji, niewykazujące własnej aktywności enzymatycznej. Oczyszczone jest wolne od przeciwciał (także obecnych w surowicy) i innych zanieczyszczeń organicznych. Charakteryzuje się także relatywnie niską ceną (dzięki taniej i wydajnej produkcji z krwi zwierząt rzeźnych).
Do niektórych zastosowań BSA należą:
- blokowanie niezajętej powierzchni wiążącej nitrocelulozy (lub innego podłoża) przy procedurze western blot[1], dot blot, ELISA[2] i podobnych, a także do „wysycania” powierzchni naczyń reakcyjnych, by nie przywierały do nich reagenty ani zanieczyszczenia[3]
- stabilizowanie pracy enzymów (na przykład restrykcyjnych albo w łańcuchowej reakcji polimerazy)
- środek stabilizujący w buforach do przechowywania enzymów
- białko wzmacniające oddziaływania specyficzne w reakcjach z przeciwciałami
- białko do sporządzania krzywych standardowych, białko kontrolne (białko referencyjne, białko odniesienia, białko do prób „ślepych”)
- składnik odżywczy w hodowlach komórkowych[4].

## Właściwości
- liczba aminokwasów: 583
- masa molowa: 66 430 Da
- teoretyczny punkt izoelektryczny: 5,82

Przy wydzielaniu do krwi z białka prekursorowego odcinany jest 18-aminokwasowy peptyd sygnalny.